# Памятник крымскому троллейбусу
Памятник крымскому троллейбусу — установлен на Ангарском перевале в 2012 г. на трассе «Симферополь — Алушта — Ялта». На постаменте установлен троллейбус-ветеран марки Škoda 9Tr 1972 года выпуска. Символический бортовой номер: 2012, бывший настоящий номер: 3776. Считается, что именно этот троллейбус за 40 лет эксплуатации перевез более 20 миллионов пассажиров.
Идея установить такой памятник впервые была озвучена в апреле 2012 г. во время съёмок клипа для группы «Ундервуд» на песню «Платье в горошек». Троллейбус — один из важнейших символов Крыма, особенно советского периода.
Открытие состоялось 22 октября 2012 года.

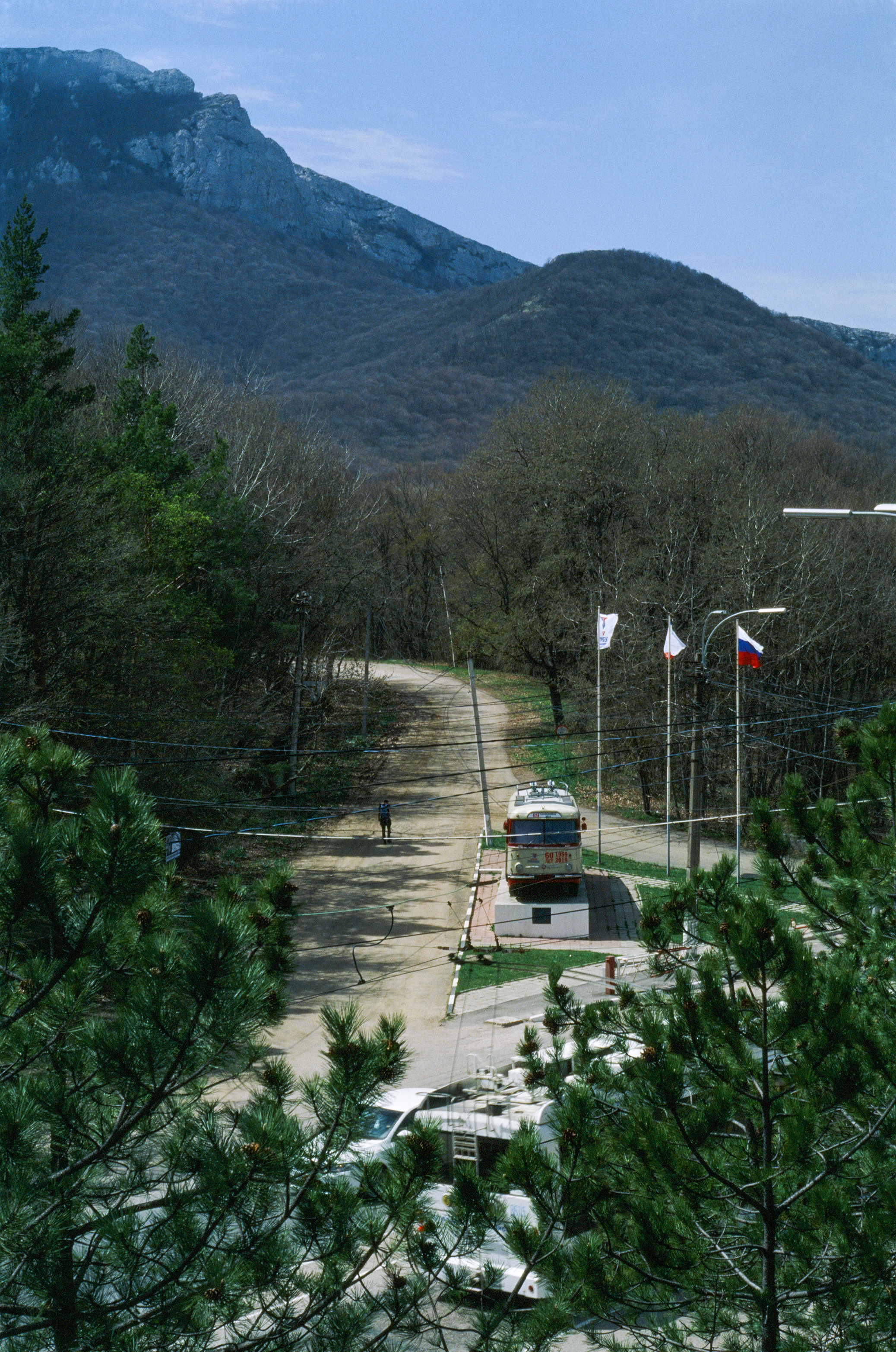
Общий вид на памятник троллейбусу, вид в восточном направлении (2021)

В 2016 году памятник был отремонтирован силами ГУП «Крымтроллейбус».

## Примечание
1. ↑  Этот географический объект расположен на территории Крымского полуострова, бо́льшая часть которого  является объектом территориальных разногласий между Россией, контролирующей спорную территорию, и Украиной, в пределах признанных большинством государств — членов ООН границ которой спорная территория находится. Согласно федеративному устройству России, на спорной территории Крыма располагаются субъекты Российской Федерации — Республика Крым и город федерального значения Севастополь. Согласно административному делению Украины, на спорной территории Крыма располагаются регионы Украины — Автономная Республика Крым и город со специальным статусом Севастополь.
2. ↑  Памятник троллейбусу на Ангарском перевале забрали на реставрацию. РИА Крым (22 апреля 2016). Дата обращения: 10 июня 2019. Архивировано 23 июня 2016 года.